# Elfenbenskustens riksvapen
På Elfenbenskustens riksvapen ser man ett elefanthuvud, djuret vars betar har givit landet dess namn.